# Chika Ike
Chika 'Nancy' Ike (sinh ngày 8 tháng 11 năm 1985) là tên của một diễn viên, nhà sản xuất phim, doanh nhân, và cựu người mẫu người Nigeria.

## Lí lịch
Bà sinh ra ở thành phố Onitsha, bang Anambra. Lần đầu tiên bà diễn xuất là vào năm 6 tuổi khi tham gia vào một vở kịch trong nhà thờ. Năm 16, bà bắt đầu sự nghiệp người mẫu khi chỉ mới 16 tuổi.
Năm 2004, bà vào trường đại học Lagos và 2 năm sau bà tốt nghiệp với chứng chỉ về chuyển động học và giáo dục sức khỏe. Tiếp đến, bà học lên cao thêm để nhận bằng về hai ngành này.
Năm 2014, bà tốt nghiệp học viện phim ảnh New York ở thành phố Los Angeles, bang California, tại đó, bà học về việc làm phim.

## Sự nghiệp
Sự nghiệp diễn xuất của bà là bắt đầu với vai phụ trong phim Sweet Love. Cũng vào năm ấy, bà được đóng vai chính trong một bộ phim tên là Bless the Child và từ đó, bà đóng vai chính trong những bộ phim như Paradise, Mirror of Beauty, To Love a Stranger, Girls Got Reloaded, Happy Ending, Yes We Will, Anointed Queen and The Prince và the Princess.
Năm 2014, bà đã thành lập một hãng phim của bà tên là Chika Ike và sản xuất một bộ phim tên là Miss Teacher và một chương trình truyền hình thực tế tên là African Diva Reality TV Show.
Năm 2015, Chika Ike hợp tác với Rok Studios để sản xuất hai bộ phim tên là Happy Ending và Stuck on You
Bên cạnh đó, bà đã thành lập một quỹ từ thiện để giúp đỡ trẻ em nghèo. Năm 2012, bà đã tổ chức một bữa tiệc dành cho trẻ em đường phố và có đến hơn 3000 trẻ em tham dự. Tại đó, bà còn trao quà, gồm đồ chơi, cặp và bút viết. Từ đó, mỗi năm bà đều tổ chức một sự kiện từ thiện cho trẻ em đường phố, ngoài ra tại đó, bà còn trao học bổng, tặng bút viết.

## Đời tư
Bà nói mình bị chồng bạo hành. Năm 2013, bà nói việc bản thân bà bị bạo hành như thế nào và cũng năm ấy, bà đã nộp đơn ly hôn.

## Phim ảnh
| Năm  | Tên phim           | Vai    | Ghi chú              |  |
| ---- | ------------------ | ------ | -------------------- |  |
| 2016 | Happy Ending       | Lape   | Chính kịch, lãng mạn |  |
| 2016 | Locked up          | Susan  | Chính kịch, lãng mạn |  |
| 2015 | Miss Teacher       | Nwanne | Chính kịch, lãng mạn |  |
| 2014 | Secret Act         |        | I & II               |  |
| 2012 | Bridge of Contract |        |                      |  |
| 2012 | The End is Near    |        |                      |  |
| 2010 | Street President   | Nene   |                      |  |
| 2009 | Dangerous Beauty   | Anita  |                      |  |
| 2009 | Eyes of the Nun    |        |                      |  |
| 2009 | Harverst of Love   | Nancy  |                      |  |
| 2008 | Before The Rain    | Anita  |                      |  |
| 2008 | Desire             | Juliet |                      |  |
| 2008 | Jealous Princess   | Mercy  |                      |  |
| 2006 | The Seekers        | Yvonne | I & II               |  |
| 2006 | White Chapel       | Yvonne |                      |  |
| 2006 | Emotional Blunder  | Yvonne |                      |  |